# 巴西同鼻鯰
巴西同鼻鯰，為輻鰭魚綱鯰形目毛鼻鯰科的其中一種，為熱帶淡水魚，分布於南美洲巴西聖保羅至巴拉那沿岸淡水流域，本魚棲息在底層水域，體長可達3.5公分，生活習性不明。